# Middlefield (Ohio)
Middlefield es una villa ubicada en el condado de Geauga en el estado estadounidense de Ohio. En el Censo de 2010 tenía una población de 2694 habitantes y una densidad poblacional de 341,82 personas por km².

## Geografía
Middlefield se encuentra ubicada en las coordenadas 41°27′34″N 81°4′29″O / 41.45944, -81.07472. Según la Oficina del Censo de los Estados Unidos, Middlefield tiene una superficie total de 7.88 km², de la cual 7.82 km² corresponden a tierra firme y (0.72%) 0.06 km² es agua.

## Demografía
Según el censo de 2010, había 2694 personas residiendo en Middlefield. La densidad de población era de 341,82 hab./km². De los 2694 habitantes, Middlefield estaba compuesto por el 96.88% blancos, el 0.82% eran afroamericanos, el 0.04% eran amerindios, el 0.59% eran asiáticos, el 0% eran isleños del Pacífico, el 0.07% eran de otras razas y el 1.6% pertenecían a dos o más razas. Del total de la población el 0.82% eran hispanos o latinos de cualquier raza.